# McLaren MP4-17

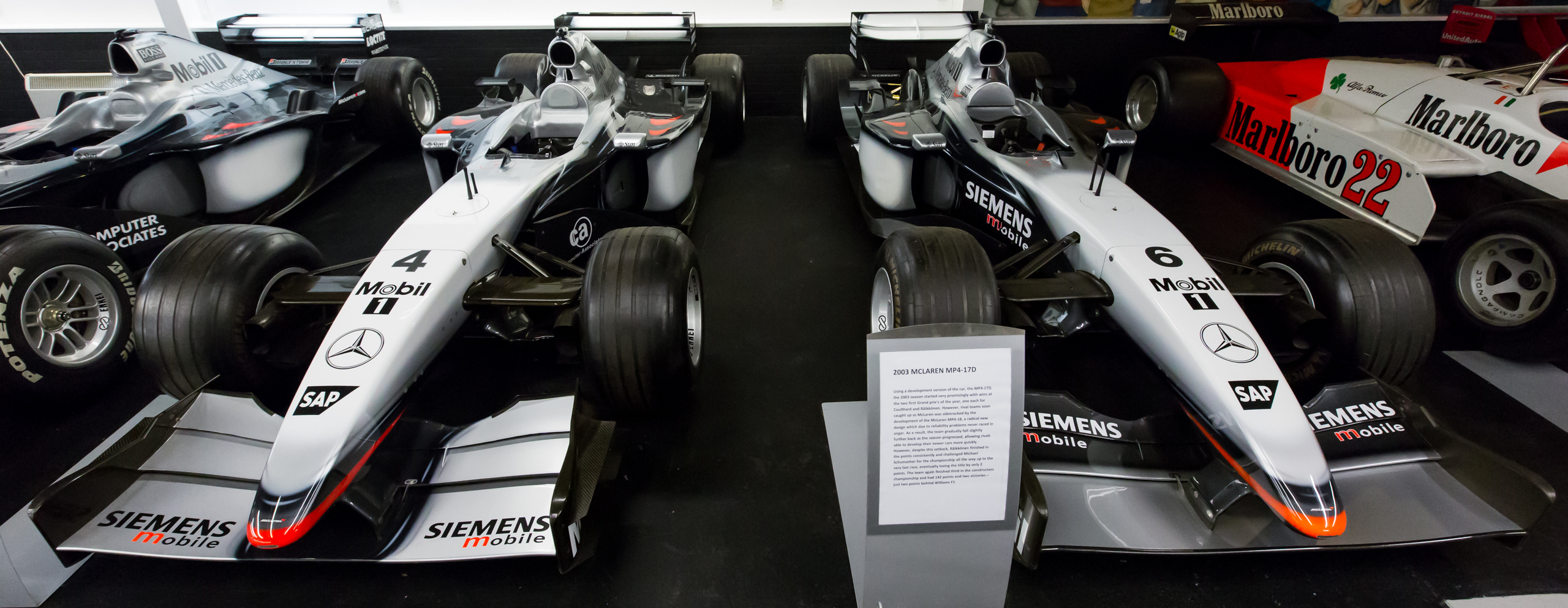
De MP4-17 (rechts) en MP4-17D (links) naast elkaar.

De McLaren MP4-17 was een Formule 1-auto die gebruikt werd McLaren tijdens de seizoenen van 2002 en 2003. In 2002 werd er niet gepresteerd zoals er gehoopt was; grote concurrent Ferrari domineerde het volledige seizoen en won 15 van de 17 races, er werd alleen gewonnen tijdens de Grand Prix van Monaco. Beide auto's waren met een gezamenlijk totaal van 14 uitvalbeurten in 17 races niet heel erg betrouwbaar en McLaren werd 3e in het constructeurskampioenschap met 60 punten.
Nadat de McLaren MP4-18 veel problemen had tijdens tests en deze niet voorbij de crashtesten van de FIA geraakte, werd er besloten om de verder geontwikkelde versie van de MP4-17, de MP4-17D te gebruiken voor de eerste paar races van 2003. McLaren won de 2 eerste races. Maar doordat McLaren zich aan het focussen was op het ontwikkelen van de MP4-18 wisten andere teams dichterbij te komen bij de MP4-17D. Uiteindelijk werd besloten om zich te focussen op de MP4-17D en de ontwikkeling van de MP4-18 stop te zetten. McLaren won geen races meer in 2003, maar Kimi Räikkönen werd wel 2e in het coureurskampioenschap met slechts 2 punten achterstand op wereldkampioen Michael Schumacher.

## Formule 1-resultaten
| Resultaat                     |
| ----------------------------- |
| Winnaar                       |
| Tweede plaats                 |
| Derde plaats                  |
| Gefinisht (punten)            |
| Gefinisht (geen punten)       |
| Niet geklasseerd (NC)         |
| Uitgevallen (DNF)             |
| Niet gekwalificeerd (DNQ)     |
| Gediskwalificeerd (DSQ)       |
| Niet gestart (DNS)            |
| Gewond (INJ)                  |
| Uitgesloten (EX)              |
| Teruggetrokken (WD)           |
| Niet deelgenomen (blanco cel) |
| vetgedrukt (pole position)    |
| cursief (snelste ronde)       |

| Jaar | Chassis         | Motor                                                     | Banden | Coureurs        | 1   | 2   | 3   | 4   | 5   | 6   | 7   | 8   | 9   | 10  | 11  | 12  | 13  | 14  | 15  | 16  | 17  | Punten | WK-plaats |
| ---- | --------------- | --------------------------------------------------------- | ------ | --------------- | --- | --- | --- | --- | --- | --- | --- | --- | --- | --- | --- | --- | --- | --- | --- | --- | --- | ------ | --------- |
| 2002 | McLaren MP4-17  | Mercedes-Benz FO110M 3.0 V10                              | M      |                 | AUS | MAL | BRA | SMR | SPA | OOS | MON | CAN | EUR | GBR | FRA | DUI | HON | BEL | ITA | USA | JPN | 65     | Brons     |
| 2002 | McLaren MP4-17  | Mercedes-Benz FO110M 3.0 V10                              | M      | David Coulthard | DNF | DNF | 3   | 6   | 3   | 6   | 1   | 2   | DNF | 10  | 3   | 5   | 5   | 4   | 7   | 3   | DNF | 65     | Brons     |
| 2002 | McLaren MP4-17  | Mercedes-Benz FO110M 3.0 V10                              | M      | Kimi Räikkönen  | 3   | DNF | 12  | DNF | DNF | DNF | DNF | 4   | 3   | DNF | 2   | DNF | 4   | DNF | DNF | DNF | 3   | 65     | Brons     |
| 2003 | McLaren MP4-17D | Mercedes-Benz FO110M 3.0 V10 Mercedes-Benz FO110P 3.0 V10 | M      |                 | AUS | MAL | BRA | SMR | SPA | OOS | MON | CAN | EUR | FRA | GBR | DUI | HON | ITA | USA | JPN |     | 142    | Brons     |
| 2003 | McLaren MP4-17D | Mercedes-Benz FO110M 3.0 V10 Mercedes-Benz FO110P 3.0 V10 | M      | David Coulthard | 1   | DNF | 4   | 5   | DNF | 5   | 7   | DNF | 15  | 5   | 5   | 2   | 5   | DNF | DNF | 3   |     | 142    | Brons     |
| 2003 | McLaren MP4-17D | Mercedes-Benz FO110M 3.0 V10 Mercedes-Benz FO110P 3.0 V10 | M      | Kimi Räikkönen  | 3   | 1   | 2   | 2   | DNF | 2   | 2   | 6   | DNF | 4   | 3   | DNF | 2   | 4   | 2   | 2   |     | 142    | Brons     |
| Jaar | Chassis         | Motor                                                     | Banden | Coureurs        | 1   | 2   | 3   | 4   | 5   | 6   | 7   | 8   | 9   | 10  | 11  | 12  | 13  | 14  | 15  | 16  | 17  | Punten | WK-plaats |

### Eindstand coureurskampioenschap

#### 2002
- David Coulthard: 5e (41pnt)
- Kimi Räikkönen: 6e (24pnt)

#### 2003
- Kimi Räikkönen: 2e (91pnt)
- David Coulthard: 7e (51pnt)